# Necydalis katsuraorum
Necydalis katsuraorum là một loài bọ cánh cứng trong họ Cerambycidae.